# Juan Emilio O'Leary
Juan Emilio O'Leary é um distrito do Paraguai localizado no departamento do Alto Paraná. Possui este nome em homenagem ao jornalista assunceno Juan E. O'Leary.
Se localiza a 249 km da Capital, Assunção e a 80 km da capital departamental, Ciudad Del Este.

## Transporte
O município de Juan Emilio O'Leary é servido pelas seguintes rodovias:
- Ruta 07, que liga a Ponte da Amizade (BR-277 - estado do Paraná) ao município de Coronel Oviedo
- Caminho em rípio ligando a cidade ao município de San Cristóbal [1][2][3]